# الکساندر جوریچ
الکساندر جوریچ (سیریلیک صربی: Александар Ђурић؛ زادهٔ ۱۲ اوت ۱۹۷۰) بازیکن فوتبال اهل بوسنی و هرزگوین است.

## فعالیت ورزشی
از باشگاه‌هایی که در آن بازی کرده‌است می‌توان به باشگاه فوتبال ملبورن جنوبی، باشگاه فوتبال تامپینس روفرز، باشگاه فوتبال واریورس، و باشگاه فوتبال لیون سیتی سیلورز اشاره کرد.

### تیم ملی
وی همچنین در تیم ملی فوتبال سنگاپور بازی کرده‌است.